# Sfikiá
Sfikiá är en ort i Grekland.   Den ligger i prefekturen Nomós Imathías och regionen Mellersta Makedonien, i den norra delen av landet, 300 km norr om huvudstaden Aten. Sfikiá ligger 614 meter över havet och antalet invånare är 565.
Terrängen runt Sfikiá är kuperad österut, men västerut är den bergig. Runt Sfikiá är det glesbefolkat, med 14 invånare per kvadratkilometer. Närmaste större samhälle är Véroia, 15,4 km norr om Sfikiá. 